# Catenaccio Catenacci
Catenaccio Catenacci (Anagni, 1250 circa – dopo il 1314) è stato un letterato italiano dell'Umbria medievale.

## Biografia
Le notizie al riguardo di Catenaccio Catenacci sono poche; le prime le troviamo nel Registrum vetus instrumentorum dell'Archivio comunale di Todi. La sua origine "de Campania" (cioè della Campagna, la parte più meridionale dello Stato della Chiesa, di cui era capoluogo Anagni), è attestata da due manoscritti pervenutici (uno milanese e uno napoletano) e da un'edizione romana a stampa della sua opera Libro di Cato, le cui caratteristiche linguistiche sono riconducibili appunto al dialetto di Anagni.
La famiglia Catenacci fu una delle più importanti della zona. Un fratello del Catenaccio, Guarnaccione, era imparentato con la famiglia dei Caetani, della quale faceva parte Bonifacio VIII papa dal 1294. «...meu frate, missere guarnaçone, / ad cui, per soa bontade, porto sugetione.»

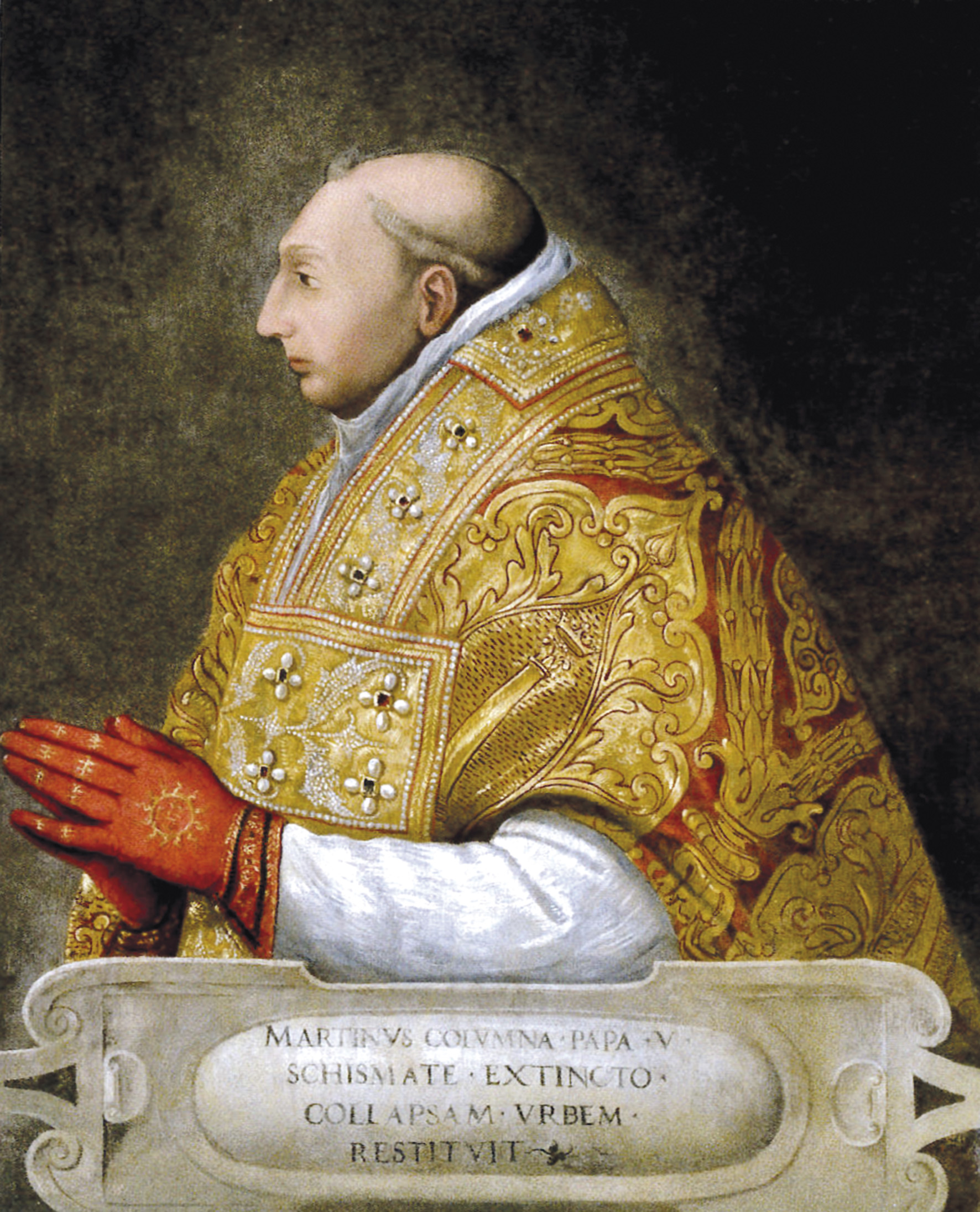
Martino V (Galleria Colonna) - copia da Pisanello

Dal dicembre 1281 al giugno 1282 fu vicario del podestà Loffredo Caetani a Todi, nel periodo in cui i ghibellini avevano riacquistato vigore, a seguito della rivolta contro gli Angioini in Sicilia. La sua posizione politica, presumibilmente, si ispirò alla linea guelfa e filoangioina della famiglia Caetani e di Martino IV (Papa di origine francese, dal 1281 al 1285), tanto è vero che Roberto d'Angiò, asceso al trono di Napoli nel 1309 e rettore di Romagna nel 1310, lo nominò cavaliere e  podestà di Foligno nel 1310.
«Nel 1314, gravitando nell'orbita del conte palatino Benedetto Caetani, il Catenacci era a Orvieto in funzione contemporaneamente di podestà e capitano della città: cumulo di cariche che, limitando le libertà comunali, doveva servire alla definitiva repressione dei conati ghibellini. Dopo il 1314 del C. non si hanno più notizie; è ignoto anche l'anno della sua morte.»

### Opere
Come letterato raggiunse buona fama nella Poesia gnomica. Importantissimo il suo "Libro di Cato", volgarizzazione in versi dei Disticha Catonis, (opera di carattere morale molto diffusa nel Medioevo) con cui mise in versi in lingua basso-laziale-campana i proverbi e le enunciazioni morali dell'autore latino Dionisio Catone.
Non conosciamo l'anno d'inizio della sua divulgazione, che, tuttavia, va fatto risalire anteriormente al 1282, anno in cui cominciano i suoi impegni politici e quindi precedente al capolavoro dantesco.
L’opera si snoda in 155 strofe di sei versi, non divise in libri come nell'originale. L'autore si autocita due volte (strofa 85 e strofa 154). L’autore scrive in un dialetto meridionale che secondo alcuni studiosi è di tipo calabrese (Miola e Mandalari), secondo altri (Percopo e Monaci), e sembrano i più attendibili, di tipo abruzzese-campano con caratteristiche tipiche del dialetto di Anagni. Secondo l’Altamura ed il Migliorini tale dialetto è stato comunque elaborato dall’autore allo scopo di creare una lingua letteraria (una sorta di Koinè).
Il poemetto era destinato all'istruzione delle persone incolte: "De fare una operecta venutu m'è talentu, / perché la rucza gente ['n] d'aia doctrinamentu" (strofa 1 del manoscritto milanese). Dei Disticha sono note numerose traduzioni nelle lingue romanze (sino a quella di Bonvesin). Quella del Catenaccio è tra le più tarde e colma un vuoto nell'area più meridionale di proliferazione comunale. Risponde alla richiesta di schemi culturali ed etici proveniente, a partire dal Duecento, dai ceti della borghesia comunale del Nord e del Centro della penisola, che avevano conquistato o si apprestavano a conquistare posizioni di potere sul piano amministrativo e politico. Così, emblematicamente, la compilazione pseudocatoniana esce dalla scuola, ove era stata testo largamente adoperato per l'educazione morale, per raggiungere un ben più vasto pubblico, cui può offrire un tipo di insegnamento abbastanza generico e generale (non caratterizzato, ci sembra, tipicamente in senso feudale cavalleresco, come insegnò E. Wechssler in Das Kulturproblem des Minnesangs) per prestarsi ad una integrazione in ambito sociale laico e mercantile-affaristico. Anzi, col suo fondarsi su un ideale di "misura" sia nella pratica morale che nell'amministrazione del patrimonio, consente un adeguamento alla cultura delle classi superiori senza la condizione dell'abbandono di certe basilari costanti di comportamento tipiche della borghesia. Tali aspetti riescono sottolineati e rafforzati nella traduzione del C.: le parole-chiave sono proprio "mesura","modo","amesuratu". Egli, sul piano ideologico, volgarizza secondo una direzione che sembra voler razionalizzare il compromesso pratico tra la legge di Dio e quella del mondo, mentre, a garanzia della perpetuità della visione cristiano-feudale, inculca una prospettiva che limita e subordina in ogni senso le possibilità dell'uomo di dominio sulle cose e sugli eventi. Il C. infatti opera con ampio margine di libertà, adottando la tecnica dell'adattamento (cristianizzazione oppure riduzione o addirittura declassamento di non pochi praecepta dell'originale), dell'amplificazione e della rielaborazione (che spesso è fraintendimento): "Voi che cheste sentencie legete et ascoltate, / le quale eo Catenaczo aio in vulgare tornate, / saczati che eo z'ò iuncte parole, tolte e cambiate, / azò ch'elle ne fossero plu certe declarate. / Eo z'aio iu[n]cto e facto de mia tina, / perché fosse plu clara la doctrina" (strofa 155 del manoscritto milanese).